# Cantone di Marcigny
Il Cantone di Marcigny era una divisione amministrativa dell'arrondissement di Charolles.
È stato soppresso a seguito della riforma complessiva dei cantoni del 2014, che è entrata in vigore con le elezioni dipartimentali del 2015.
Comprendeva i comuni di:
- Anzy-le-Duc
- Artaix
- Baugy
- Bourg-le-Comte
- Céron
- Chambilly
- Chenay-le-Châtel
- Marcigny
- Melay
- Montceaux-l'Étoile
- Saint-Martin-du-Lac
- Vindecy